# Johann Abraham Küpper
Johann Abraham Küpper (geboren am 3. Oktober 1779 in Elberfeld-Uellendahl; gestorben am 1. April 1850 in Koblenz) war ein deutscher evangelischer Theologe und Pädagoge.

## Leben
Johann Abraham Küpper war der Sohn des Bandwirkers Johann Daniel Küpper und der Anna Maria Jonghaus. Er besuchte eine höhere Lateinschule in Gemarke, deren Rektor H. J. Grimm war. Ab dem Frühjahr 1796 studierte er Theologie an der Universität Duisburg. Im Herbst 1798 erhielt er sein Abgangszeugnis. An seinem 19. Geburtstag wurde er geprüft und als Pfarramtskandidat aufgenommen. Da er vorerst keine Pfarrstelle erhielt, musste er sich als Privatlehrer in den umliegenden Gemeinden betätigen. Während dieser Zeit lernte er seine zukünftige Frau Wilhelmine Markus kennen, die er im September 1802 heiratete. Insgesamt sechs Kinder entsprangen dieser Ehe.
1801 erhielt er seine erste Pfarrstelle in Mettmann. Als Gemeindepfarrer übernahm er auch erste Aufgaben über die Gemeindegrenzen hinweg. So war er in der Düsseldorfer Klassenversammlung 1804 als Scriba, 1808 und 1810 als Inspektor und 1812 als Assessor Mitglied des Leitungstrios. Von 1809 bis 1813 leitete er zusätzlich das zentrale Wohltätigkeitsbüro des Kantons Mettmann. Er übte verschiedene Leitungsämter im interimistisch eingerichteten Generalgouvernement Berg in Düsseldorf (Kreisinspektor (Superintendent), Schulinspektor und Mitglied der Prüfungskommission für die Kandidaten).
1815 wurde er nach Iserlohn berufen. 1817 verpflichtete man ihn durch eine königliche Ordre in die neu gegründete evangelische Gemeinde in Trier. Am Reformationstag hielt er seine erste Predigt in Trier. Gleichzeitig wurde Küpper zum Konsistorial- und Schulrat bei der Trierer Regierung berufen. Er erteilte Unterricht im Fach Religion am Gymnasium zu Trier. 1830 wählte die Provinzialsynode der Rheinprovinz ihn als Präses an ihre Spitze und 1835 wählte die erste gesamtrheinische Synode, die anlässlich der Einführung der einer neuen Kirchenordnung zusammentrat, ihn als neuen Präses. In seiner Zeit in Trier von 1817 bis 1836 gründete er auch evangelische Gemeinden, so z. B. die von Prüm. Kurz danach wurde er an das Königliche Konsistorium in Koblenz berufen. Seit 1836 war Bischof Wilhelm Roß Generalsuperintendent der neu verfassten rheinischen Kirche, und Küpper bestimmte man zu seinem Stellvertreter. Er erhielt den Titel eines Vize-Generalsuperintendenten. 1842 erhielt er den Roten Adlerorden zweiter Klasse mit Eichenlaub. 1843 wurde er an der Friedrich-Wilhelms-Universität in Bonn zum Dr. theol. promoviert.
Küppers und Roß hatten zwar grundsätzlich keine groben Meinungsdifferenzen, aber bei der Preußischen Generalsynode Pfingsten 1846 trat Küpper energisch für die Union ein, die er als natürliche Position der protestantischen Kirche verstand. Im Herbst 1846 trat Bischof Roß in den Ruhestand. Danach rückte Küpper zum Generalsuperintendenten der Rheinprovinz auf. Bei seiner feierlichen Einführung vor dem versammelten Konsistorium begrüßten seine Vertreter ausdrücklich, dass er „mit vollem Vertrauen und aufrichtiger Liebe zum erstenmal in seinem neuen Verhältnis zur Synode in der Mitte derselben“ sei. Küpper stand für Ausgleich und Konsens zwischen Staat und Kirche ein. 1848, ausgelöst durch die Unruhen der Märzrevolution, schien nicht nur die Person Küppers in Frage zu stehen, sondern das ganze Amt des Generalsuperintendenten. Die vollständige Befreiung der Kirche von staatlicher Beeinflussung schien möglich. Aber er konnte auf der außerordentlichen Synode 1849 erreichen, dass sein Amt als Generalsuperintendent beibehalten wurde. Erst 1948 wurde dieses Amt abgeschafft.
Johann Abraham Küpper starb nach kurzer Krankheit und wurde am 4. Mai 1850 in Koblenz begraben.

### Küpper und die Familien Marx und von Westphalen
Am 30. März 1828 konfirmierte er Johanna Bertha Julie Jenny von Westphalen in der Dreifaltigkeitskirche in Trier. Er wählte den Spruch aus dem Brief des Paulus an die Galater 2, 20. Am 23. März 1834 konfirmierte Kuepper Karl Marx und Edgar von Westphalen. Am „Gymnasium zu Trier“ stellte er Anfang August 1835 für die Abitur Prüfung die Aufgabe: „Die Vereinigung der Gläubigen mit Christo nach Joh. 15,1-14, in ihrem Grund und Wesen, in ihrer unbedingten Nothwendigkeit und in ihrem Wirken dargestellt“ u. a. für Karl Marx. Am 17. August 1835 bewertete er den Aufsatz von Marx: „Eine gedankenreiche, blühende, kraftvolle Darstellung, die Lob verdient, wenn gleich das Wesen der fraglichen Vereinigung gar nicht angegeben, der Grund derselben nur von einer Seite aufgefaßt, und ihre Nothwendigkeit nur mangelhaft nachgewiesen ist. Trier den 17. August 1835. Küpper“. Bei der mündlichen Abiturprüfung stellte Küpper Marx die Aufgabe aus Joh. 13,33: „an welchen Stellen, die Hauptlehren des Christenthums anknüpft, erläutert und entwickelt wurden“ und zwar „Marx über die Unsterblichkeit der Seele“. Marx erhielt die Note „Befriedigend“. Im Reifezeugnis bewertete Küpper Marx: „Religionskenntnisse. Eine Kenntnis der christlichen Glaubens- und Sittenlehre ist ziemlich deutlich und begründet; auch kennt er einigermaßen die Geschichte der christlichen Kirche.“ Im August 1837 besuchte Heinrich Marx die Familie Küpper in Koblenz.

## Werke
- Predigten, bey außerordentlichen Gelegenheiten oder über ungewöhnliche Gegenstände. Büschler, Elberfeld 1805.
- Versuch, eine zweckmäßige Verfassung für den protestantischen Prediger- und Schullehrerstand zu entwerfen.Mit Rücksicht auf das Herzogthum Berg. Schreiner, Düsseldorf 1807.
- Ueber den guten Willen. Eine Predigt bey der Beerdigung des Herrn Johann Jacob Stöcker, Dr. und reformirten Predigers zu Linnep am 8. Sept. 1809, gehalten von J. A. Küpper. Hrsg. v. C. L. Pithan. Dänzer & Leers, Düsseldorf 1809. Heinrich-Heine-Universität
- Alles mit Gott! Lieder für christliche Soldaten. Eyrich, Elberfeld 1815.
- Erste Predigt vor der evangelischen Gemeinde zu Trier. Am Reformations-Jubelfeste 1817. Hetzroth, Trier 1817.[16] dilibri Rheinland-Pfalz
- Die Gestaltung der evangelischen Kirche. Schreiner, Düsseldorf 1818.
- Sammlung christlicher Kirchenlieder. Zunächst für die evangelische Gemeinde zu Trier. J. Anton Schröll, Trier 1822. (2. Auflage Dern, Trier 1830)
- Peter Anton Fonck. Eine getreue und vollständige Darstellung seines Prozesses. Meyer, Braunschweig 1823. Heinrich-Heine-Universität
- Das Gebet des Herrn in Predigten. Reimer, Berlin 1829.
- Fest-Predigten. Troschel, Trier 1841.